# الطريق إلى كثيب
الطريق إلى كثيب (بالإنجليزية: The Road to Dune)‏ هي مجموعة من أعمال الخيال العلمي والمواد ذات الصلة التي كتبها الكتاب الأمريكيون فرانك هربرت وبرايان هربرت وكيفن أندرسون. تم إصدار الكتاب، وهو كتاب مصاحب لروايات كثيب، في سبتمبر 2005.